# 삿포로 시영 지하철 도자이선
삿포로 시 교통국 지하철 도자이 선(일본어: 札幌市営地下鉄東西線)은 삿포로 시 교통국이 운영하는 지하철 노선이다. 일본 홋카이도 삿포로시 니시구에 있는 미야노사와 역과 아쓰베쓰구에 있는 신삿포로역을 잇는다.

## 역사
- 1976년 6월 10일: 고토니 ~ 시로이시 구간이 개통. 6000형 4량 편성으로 운행 개시.
- 1982년 3월 21일: 시로이시 ~ 신삿포로 구간이 연장개통. 6량 편성으로 운행 개시.
- 1998년 8월 18일: 8000형 운행 개시.
- 1999년 2월 25일: 고토니 ~ 미야노사와 구간이 연장개통. 7량 편성으로 운행 개시.
- 2008년
  - 8월 30일: 6000형 운행 종료.
  - 9월 1일: ATO 도입함으로 자동 운행 개시.
- 2009년
  - 1월 30일: 사피카 도입.
  - 3월 3일: 모든 전철역으로 스크린도어 설치 완료.
  - 4월 1일: 1인 승무 개시.

## 운행 형태
다른 노선에 직결 운행을 하지 않는다.

## 차량
- 8000형(1998년 도입)

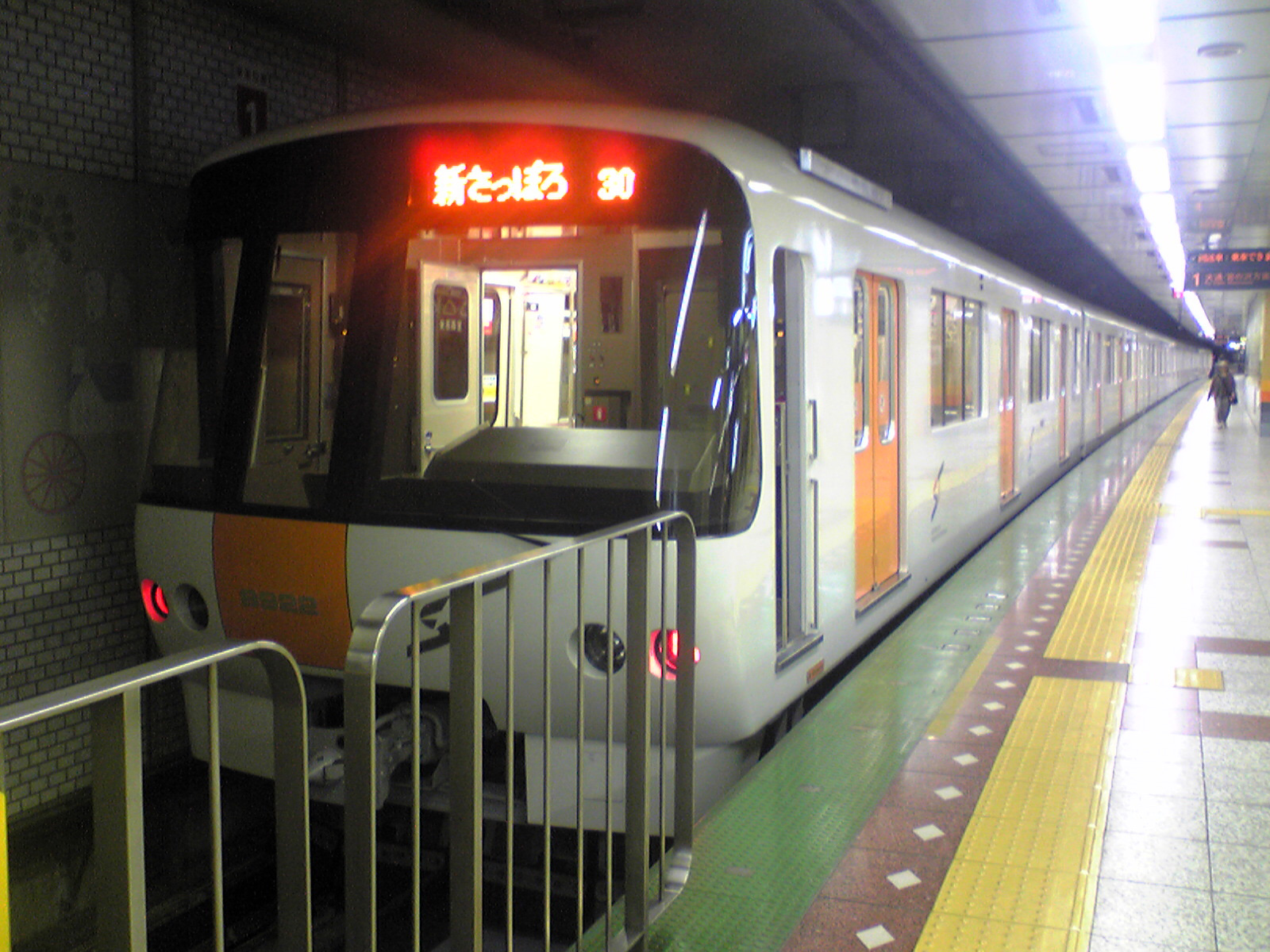
8000형(2007년 10월 10일 촬영)

## 역 목록
| 역 번호 | 역 이름       | 일본어 이름    | 거리＊ | 접속 노선  | 소재지            | 소재지                                                       |
| ------- | ------------- | -------------- | ------ | ---------- | ----------------- | ------------------------------------------------------------ |
| T 01    | 미야노사와    | 宮の沢         | 2.8    |            | 홋카이도 삿포로시 | 니시구                                                       |
| T 02    | 핫사무미나미  | 発寒南         | 1.3    |            | 홋카이도 삿포로시 | 니시구                                                       |
| T 03    | 고토니        | 琴似           | 0.0    |            | 홋카이도 삿포로시 | 니시구                                                       |
| T 04    | 니주욘켄      | 二十四軒       | 0.9    |            | 홋카이도 삿포로시 | 니시구                                                       |
| T 05    | 니시 28초메   | 西28丁目       | 2.1    | 주오구     | 홋카이도 삿포로시 |                                                              |
| T 06    | 마루야마코엔  | 円山公園       | 2.9    | 주오구     | 홋카이도 삿포로시 |                                                              |
| T 07    | 니시 18초메   | 西18丁目       | 3.8    | 주오구     | 홋카이도 삿포로시 | 삿포로 시영 전차                                             |
| T 08    | 니시 11초메   | 西11丁目       | 4.7    | 주오구     | 홋카이도 삿포로시 | 삿포로 시영 전차                                             |
| T 09    | 오도리        | 大通           | 5.7    | 주오구     | 홋카이도 삿포로시 | 지하철 난보쿠 선(N 07) 지하철 도호 선(H 08) 삿포로 시영 전차 |
| T 10    | 버스센터 마에 | バスセンター前 | 6.5    | 주오구     | 홋카이도 삿포로시 |                                                              |
| T 11    | 기쿠스이      | 菊水           | 7.6    | 시로이시구 | 홋카이도 삿포로시 |                                                              |
| T 12    | 히가시삿포로  | 東札幌         | 7.6    | 시로이시구 | 홋카이도 삿포로시 |                                                              |
| T 13    | 시로이시      | 白石           | 9.9    | 시로이시구 | 홋카이도 삿포로시 |                                                              |
| T 14    | 난고 7초메    | 南郷7丁目      | 11.3   | 시로이시구 | 홋카이도 삿포로시 |                                                              |
| T 15    | 난고 13초메   | 南郷13丁目     | 12.4   | 시로이시구 | 홋카이도 삿포로시 |                                                              |
| T 16    | 난고 18초메   | 南郷18丁目     | 13.6   | 시로이시구 | 홋카이도 삿포로시 |                                                              |
| T 17    | 오야치        | 大谷地         | 15.1   | 아쓰베쓰구 | 홋카이도 삿포로시 |                                                              |
| T 18    | 히바리가오카  | ひばりが丘     | 16.1   | 아쓰베쓰구 | 홋카이도 삿포로시 |                                                              |
| T 19    | 신삿포로      | 新さっぽろ     | 17.3   | 아쓰베쓰구 | 홋카이도 삿포로시 | 홋카이도 여객철도 지토세 선                                  |

＊고토니 기준